# 300 - Ascensiunea unui imperiu
300 - Ascensiunea unui imperiu (în original: 300: Rise of an Empire) este un film american fantastic de război din 2014 regizat de Noam Murro. Este continuarea filmului 300 - Eroii de la Termopile. 300 - Ascensiunea unui imperiu este o evocare ficțională a Bătăliei de la Salamina, scenariul filmului având loc înainte, în timpul și după Bătălia de la Termopile. În filmul 300 - Eroii de la Termopile interpretează actorii Lena Headey, Rodrigo Santoro și David Wenham.

## Distribuție
- Sullivan Stapleton ca Temistocle
- Eva Green ca Artemisia
- Rodrigo Santoro - Regele Xerxes, regele Persiei
- Lena Headey - Regina Gorgo, regina Spartei
- Jack O'Connell - Calisto
- David Wenham - Dilios
- Andrew Tiernan -  Ephialtes
- Andrew Pleavin -  Daxos
- Peter Mensah - mesager persan, binefăcătorul și antrenorul Artemisiei
- Yigal Naor - Darius I rege persan

## Sinopsis
Personajele principle ale filmului sunt Temistocle, Artemisia și regele persan Xerxes I.
Filmul începe cu scene din Bătălia de la Maraton dintre greci și perși, în care și generalul (strategos) Temistocle reușește să câștige bătălia prin uciderea regelui persan Darius, tatăl lui Xerxes I. 
Xerxes este prezent la moartea tatălui său și îl sfătuiește să nu continue războiul, deoarece "numai zeii îi pot învinge pe greci". 
Regina Artemisia, originară din Grecia și aliat al lui Xerxes, îl  convinge pe Xerxes, că de fapt ultimele cuvinte ale lui Darius au fost o provocare și îl convinge să se răzbune pe Temistocle.
Xerxes merge într-o peșteră care îi dă aspectul unui "rege-zeu", complet diferit de aspectul și caracterul său anterior. Când se întoarce, Xerxes declară război grecilor.
Navele lui Xerxes se apropie de Termopile
Zece ani de la Bătălia de la Maraton, Temistocle, generalul atenian ia decizia de a merge în Sparta pentru a cere ajutor Reginei Gorgo pentru a învinge armata persană supranumerică, dar ea îl refuză. Prin urmare, Temistocle este forțat să se confrunte cu perșii, conduși de Artemisia, pe mare, avându-i alături de el doar  pe atenieni.
Mai târziu Temistocle se întâlnește cu vechiul său prieten Scyllas, care infiltrându-se între persani a aflat că Artemisia s-a născut greacă, familia ei a fost violată și ucisă de hopliți greci, iar ea a fost luată ca sclavă la greci, care apoi au lăsat-o să moară pe stradă, dar este salvată și adoptată de către persani.
Pofta ei de răzbunare a câștigat atenția regelui Darius și el a numit-o un comandant, după ce ea a ucis mulți dintre dușmanii lui Darius.
Temistocle cu oamenii săi atacă pe Marea Egee navele persane, izbindu-se cu navele lor în cele persane, cunoscând că acestea sunt slabe în zona de mijloc. Înainte de a se retrage măcelăresc câțiva perși, alții înecându-se  cu navele care se scufundă.
În ziua următoare grecii atrag în capcană o navă persană într-o crăpătură dintre stânci, unde după ce nava se blochează, ucid mai mulți perși.
Impresionată de abilitățile de comandant al lui Temistocle, Artemisia îl invită pe nava ei, după un sex sălbatic, ea încearcă să-l convingă să se alăture persanilor. El refuză, ceea ce o înfurie pe Artemisa, îl alungă de pe nava ei, jurând răzbunare.
Persanii atacă din nou cu o navă specială, vărsând gudron în mare și trimit atentatori sinucigași să înoate la bordul navelor grecești cu bombe cu flacări. Artemisia și oamenii ei trag săgeți cu foc pentru a aprinde gudronul de pe mare, dar Temistocle reușește să-l omoare unul dintre soldați de pe nava care vărsa gudron, care cade în gudron cu o torță, provocând explozia navelor din ambele tabere. Temistocle este aruncat în mare de o explozie și aproape se îneacă, dar este salvat de Calisto. Crezându-l pe Temistocle mort, Artemisia și forțele ei se retrag.
Temistocle află că Leonidas și cei 300 de spartani au fost uciși de către Xerxes și se întoarce la Atena să-l  confrunte pe Ephialtes, trădătorul spartan infirm, care îi dezvăluie că Xerxes intenționează să atace Atena, și regretă trădarea sa și primește cu bucurie moartea. Temistocle îi cruță viața, astfel încât el îl poate avertiza pe Xerxes că forțele grecești se adună la Salamis.
Temistocle o vizitează apoi pe regina Gorgo în Sparta în timp ce ea este în doliu după moartea lui Leonidas, cerându-i ajutorul, dar ea este prea copleșită de durere. Înainte de a pleca, Temistocle îi înapoiază sabia Leonidas, luată de la Ephialtes, care a furat-o după luptă și o îndeamnă pe Gorgo să-l răzbune pe Leonidas.

## Recepție

### Box office
Până la 16 august 2014, 300: Rise of an Empire a avut încasări de 106.580.051 dolari în America de Nord, și 224.534.000 milioane dolari în alte țări, cu un total de 331.114.051 dolari la nivel mondial. În America de Nord în prima săptămână filmul a avut încasări de 45.038.460 dolari, ocupând primul loc în lista încasărilor. În cea de a doua săptămână, încasările filmului au scăzut, ocupând locul doi în lista încasărilor, cu încasări de 19.201.345 dolari. În cea de a treia săptămână, încasările filmului au scăzut, ocupând locul cinci, cu încasări de 8.504.075 dolari. În cea de-a patra săptămână, film a căzut pe poziția a 9-a, cu încasăro de 4.209.290 $.

#### Acuratețe istorică
Paul Cartledge, profesor de cultură greacă la Universitatea din Cambridge, a menționat că filmul conține erori istorice. De exemplu, Darius nu a fost ucis ca în film, iar în Bătălia de la Maraton nu a participat nici Xerxes, nici Darius. Artemisia, în realitate, a pledat împotriva navigării în strâmtori și a supraviețuit războaielor persane. Marina Spartană a contribuit cu doar 16 de nave de război față de flota greacă de 400 de nave de război în scena finală de luptă, și nu cu o armată uriașă.